# 분자간 힘
분자간 힘은 원자와 다른 유형의 이웃 입자(예: 원자 또는 이온) 사이에 작용하는 인력 또는 반발의 전자기력을 포함하여 분자 간의 상호 작용을 매개하는 힘이다. 분자간 힘은 분자 내 힘에 비해 약하다. 분자를 함께 잡아주는 힘이다. 예를 들어, 원자 간에 전자쌍을 공유하는 공유 결합은 이웃 분자 사이에 존재하는 힘보다 훨씬 강하다. 두 가지 힘 세트는 분자 역학에서 자주 사용되는 힘장의 필수적인 부분이다.
분자간 힘의 연구는 분자 수준에서 힘의 존재와 작용을 나타내는 거시적 관찰에서 시작된다. 이러한 관찰에는 비리알 계수, 증기압, 점도, 표면 장력 및 흡수 데이터에 의해 반영된 비이상적 기체 열역학적 거동이 포함된다.
미시적 힘의 본질에 대한 첫 번째 언급은 1743년 파리에서 출판된 Alexis Clairaut의 작품 Theorie de la figure de la Terre 미시적 힘의 조사에 기여한 다른 과학자로는 Laplace, Gauss, Maxwell 및 Boltzmann이 있다.
분자간 인력은 다음 유형으로 분류된다.
- 수소결합
- 이온 유도 쌍극자 힘
- 이온 쌍극자 힘
- 반 데르 발스 힘 - 키솜 힘, 데바이 힘, 런던 분산력

분자간 힘에 대한 정보는 점도, 압력, 부피, 온도 (PVT) 데이터와 같은 속성의 거시적 측정을 통해 얻을 수 있다. 미시적 측면에 대한 링크는 비리얼 계수 및 Lennard-Jones 전위에 의해 제공된다.

## 수소결합
수소 결합 은 쌍극자-쌍극자 결합의 극단적인 형태로 , 일반적으로 질소, 산소 또는 불소와 같이 전기 음성도가 높은 원소에 결합된 수소 원자와 이와 동일한 다른 원소 사이의 인력을 나타낸다. 수소 결합은 종종 강한 정전기 쌍극자-쌍극자 상호 작용으로 설명된다. 그러나 공유 결합의 몇 가지 특징도 있다. 방향성이 있고 반 데르 발스 힘 상호 작용보다 강하고 반 데르 발스 반지름의 합보다 짧은 원자 간 거리를 생성하며 일반적으로 제한된 수의 상호 작용 파트너를 포함한다. 일종의 원자가 로 해석된다. 분자 사이에 형성되는 수소 결합의 수는 활성 쌍의 수와 같다. 수소를 기증하는 분자를 기증자 분자라고 하고, H 결합에 참여하는 고독한 쌍을 포함하는 분자를 수용체 분자라고 한다. 활성 쌍의 수는 도너가 갖는 수소 수와 억셉터가 갖고 있는 고립된 쌍의 수 사이의 공통 수와 같다.

## 이온 결합
양이온과 음이온 사이트 사이의 인력은 일반적으로 이온 쌍 또는 염 다리라고 하는 비공유 또는 분자간 상호 작용이다. 수성 매질에서 결합은 엔트로피와 종종 흡열에 의해 주도되지만 본질적으로 정전기력 때문이다. 대부분의 염은 이온 사이에 특징적인 거리가 있는 결정을 형성한다. 다른 많은 비공유 상호 작용과 달리 염 다리는 방향성이 없으며 일반적으로 이온의 반 데르 발스 반경에 의해서만 결정되는 고체 상태의 접촉을 나타낸다. 무기 및 유기 이온은 중간 정도의 이온 강도로 물에 표시 .) 이온. ΔG 값은 가산적이며 전하의 대략 선형 함수이다. 예를 들어 이중 전하 포스페이트 음이온과 단일 전하 암모늄 양이온의 상호 작용은 약 2x5 = 10 kJ/mol을 설명한다. ΔG 값은 Debye-Hückel 방정식에 의해 설명된 바와 같이 용액의 이온 강도 I에 의존하며, 이온 강도가 0일 때 ΔG = 8 kJ/mol을 관찰한다.

## 쌍극자-쌍극자 및 유사한 상호 작용
쌍극자-쌍극자 상호작용은 영구 쌍극자를 갖는 분자 간의 정전기적 상호작용이다. 이 상호 작용은 런던 힘보다 강하지만 부분 전하만 관련되기 때문에 이온-이온 상호 작용보다 약하다. 이러한 상호 작용은 분자를 정렬하여 인력을 증가시키는 경향이 있다( 위치 에너지 감소). 쌍극자-쌍극자 상호작용의 예는 염화수소 (HCl)에서 볼 수 있다. 극성 분자의 양의 끝은 다른 분자의 음의 끝을 끌어당겨 위치에 영향을 준다. 극성 분자는 그들 사이에 순 인력을 가지고 있다. 극성 분자의 예는 염화수소 (HCl) 및 클로로포름 (CHCl 3 )을 포함한다.

## 반 데르 발스 힘
반 데르 발스 힘은 전하를 띠지 않은 원자 또는 분자 사이의 상호 작용에서 발생하여 응축상의 응집 및 기체의 물리적 흡수와 같은 현상뿐만 아니라 거시적 물체 사이의 보편적인 인력의 힘으로 이어진다.

### 키솜 포스
반 데르 발스 힘에 대한 첫 번째 기여는 회전하는 영구 쌍극자, 사중극자(모든 분자가 입방체보다 낮은 대칭을 가짐) 및 다중극자 간의 정전기적 상호 작용 때문이다. 이것은 Willem Hendrik Keesom의 이름을 따서 명명된 Keesom 상호 작용 이라고 한다. 이러한 힘은 영구 쌍극자(쌍극자 분자) 사이의 인력에서 비롯되며 온도에 따라 달라진다.
그들은이다 쌍극자 사이의 매력적인 상호 작용으로 구성 앙상블 쌍극자의 다른 회전 방향에 대해 평균. 분자는 끊임없이 회전하며 제자리에 고정되지 않는다고 가정한다. 이것은 좋은 가정이지만 어느 시점에서 분자는 제자리에 고정된다. Keesom 상호 작용의 에너지는 거리의 역 3승에 의존하는 공간적으로 고정된 두 쌍극자의 상호 작용 에너지와 달리 거리의 역 6승에 의존한다. Keesom 상호 작용은 영구 쌍극자 모멘트, 즉 두 개의 극성 분자를 갖는 분자 사이에서만 발생할 수 있다. 또한 Keesom 상호 작용은 매우 약한 van der Waals 상호 작용이며 전해질을 포함하는 수용액에서는 발생하지 않다. 각도 평균 상호 작용은 다음 방정식으로 제공된다.
{\displaystyle {\frac {-m_{1}^{2}m_{2}^{2}}{24\pi ^{2}\varepsilon _{0}^{2}\varepsilon _{r}^{2}k_{\text{B}}Tr^{6}}}=V,}
여기서 m = 쌍극자 모멘트, {\displaystyle \varepsilon _{0}} = 여유 공간의 유전율, {\displaystyle \varepsilon _{r}} = 주변 물질의 유전 상수, T = 온도, {\displaystyle k_{\text{B}}} = 볼츠만 상수, r = 분자 사이의 거리.

### Debye(영구 유도 쌍극자) 힘
두 번째 기여는 회전하는 영구 쌍극자 사이의 상호 작용과 원자와 분자의 분극 가능성(유도 쌍극자)에서 발생하는 유도(편극이라고도 함) 또는 Debye 힘이다. 이러한 유도된 쌍극자는 영구 쌍극자를 가진 한 분자가 다른 분자의 전자를 밀어낼 때 발생한다. 영구 쌍극자를 가진 분자는 유사한 이웃 분자에 쌍극자를 유도하여 상호 인력을 유발할 수 있다. Debye 힘은 원자 사이에 발생할 수 없다. 유도 쌍극자와 영구 쌍극자 사이의 힘은 Keesom 상호 작용만큼 온도 의존적이지 않다. 유도 쌍극자는 극성 분자를 중심으로 자유롭게 이동하고 회전하기 때문이다. Debye 유도 효과와 Keesom 방향 효과를 극성 상호 작용이라고 한다.
유도된 쌍극자 힘은 한 분자의 영구 다중극과 다른 분자의 유도된 극(편극이라고도 함)에서 나타난다. 이 상호 작용을 Debye 힘 이라고 하며 피터 디바이의 이름을 따서 명명되었다.
영구 쌍극자와 유도 쌍극자 사이의 유도 상호 작용의 한 예는 HCl과 Ar 사이의 상호 작용이다. 이 시스템에서 Ar은 HCl에 의해 전자가 끌리거나(HCl의 H 측으로) 반발(Cl 측에서)될 때 쌍극자를 경험한다. 각도 평균 상호 작용은 다음 방정식으로 제공된다.
{\displaystyle {\frac {-m_{1}^{2}\alpha _{2}}{16\pi ^{2}\varepsilon _{0}^{2}\varepsilon _{r}^{2}r^{6}}}=V,}
어디 {\displaystyle \alpha } = 분극성.
이러한 종류의 상호작용은 극성 분자와 비극성/대칭 분자 사이에서 예상할 수 있다. 유도-상호작용력은 쌍극자-쌍극자 상호작용보다 훨씬 약하지만 런던 분산력 보다는 강하다.

### 런던 분산력(변동하는 쌍극자 유도 쌍극자 상호작용)
세 번째이자 지배적인 기여는 분산 또는 런던 힘(변동 쌍극자 유도 쌍극자)이며, 이는 모든 원자와 분자의 0이 아닌 순간 쌍극자 모멘트로 인해 발생한다. 이러한 분극은 극성 분자 또는 비극성 분자에서 음전하를 띤 전자 구름의 반발에 의해 유도될 수 있다. 따라서 런던 상호 작용은 전자 구름에서 전자 밀도의 무작위 변동으로 인해 발생한다. 많은 수의 전자를 가진 원자는 더 적은 수의 전자를 가진 원자보다 더 큰 연관된 런던 힘을 가질 것이다. 분산력(런던)은 모든 물질이 분극성이기 때문에 가장 중요한 구성요소인 반면, Keesom 및 Debye 힘은 영구 쌍극자를 필요로 한다. 런던 상호작용은 보편적이며 원자-원자 상호작용에도 존재한다. 여러 가지 이유로 런던 상호 작용(분산)은 응축 시스템에서 거시적 물체 사이의 상호 작용과 관련이 있는 것으로 간주되었다. Hamaker는 1937년에 거시적 물체 사이의 반 데르 발스 이론을 개발했으며 이러한 상호작용의 가산성이 물체를 훨씬 더 장거리로 만든다는 것을 보여주었다.

## 힘의 상대적인 강도
| 본드 유형     | 해리 에너지 (칼로리/몰) | 해리 에너지 (kJ/mol) | 메모                               |
| ------------- | ----------------------- | -------------------- | ---------------------------------- |
| 이온 격자     | 250–4000                | 1100-20000           |                                    |
| 공유 결합     | 30–260                  | 130–1100             |                                    |
| 수소 결합     | 1–12                    | 4–50                 | 물에서는 약 5 kcal/mol (21 kJ/mol) |
| 쌍극자-쌍극자 | 0.5–2                   | 2–8                  |                                    |
| 런던 분산군   | <1 ~ 15                 | <4 ~ 63              | 탄화수소 기화 엔탈피에서 추정      |

이 비교는 대략적인 것이다. 실제 상대 강도는 관련된 분자에 따라 달라진다. 이온 결합과 공유 결합은 주어진 물질의 분자간 힘보다 항상 더 강하다.

## 같이 보기
- 이온 결합
- 중합체
- 반데르발스 힘
- 용해